# Ons Jabeur
Ons Jabeur (arabisk: أُنْس جابر (Uns Jābir) (født 28. august 1994 i Ksar Hellal, Tunesien) er en professionel kvindelig tennisspiller fra Tunesien. Hendes højeste rangering på WTA-ranglisten er nr. 2, der blev opnået den 27. juni 2022. Hun har pr. juli 2023 vundet fire singletitler på WTA Touren og 11 singletitler og en doubletitel på ITF Touren. Jabeur nåede finalen i Wimbledon i 2022 og 2023 finalen ved US Open i 2022, og blev derved den eneste arabiske kvinde, der har nået finalen i single i en Grand Slam-turnering.